# كفر شلايا
قرية كفر شلايا تقع في منطقة جبل الزاوية في محافظة إدلب، شمال غرب سوريا. تتميز بموقعها الجبلي وجمال مناظرها الطبيعية.عائلة مراد و الجغم هي أكبر عائلة في القرية، وتعتبر من العائلات البارزة والمؤثرة.مختار القرية هو محمد رشاد أبو أحمد مراد، الذي توفي في فبراير 2011.
كفر شلايا قرية سورية تتبع ناحية مركز أريحا في منطقة أريحا في محافظة إدلب. بلغ عدد سكانها 1459 نسمة في عام 2004 حسب إحصاء المكتب المركزي للإحصاء.
قرية كفر شلايا تقع في منطقة جبل الزاوية في محافظة إدلب، شمال غرب سوريا. تتميز بموقعها الجبلي وجمال مناظرها الطبيعية.عائلة مراد هي أكبر عائلة في القرية، وتعتبر من العائلات البارزة والمؤثرة.مختار القرية هو محمد رشاد أبو أحمد مراد، الذي توفي في فبراير 2011.